# Demokratyczny Związek Węgrów w Rumunii

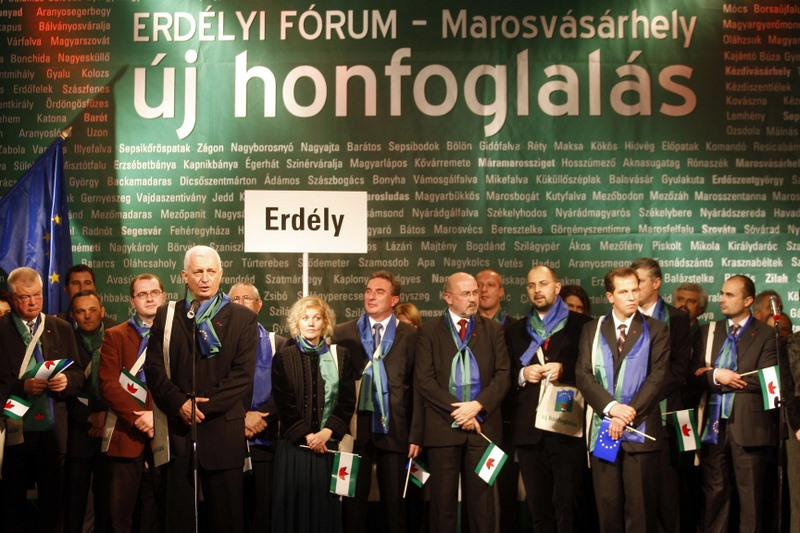
Zjazd UDMR w 2007

Demokratyczny Związek Węgrów w Rumunii (rum. Uniunea Democrată Maghiară din România, UDMR, węg. Romániai Magyar Demokrata Szövetség, RMDSZ) – rumuńska centroprawicowa partia polityczna reprezentująca mniejszość węgierską. UDMR uzyskała członkostwo w Europejskiej Partii Ludowej.

## Historia
Partia powstała 25 grudnia 1989. Przez kilka lat współpracowała z Rumuńską Konwencją Demokratyczną, jednak w wyborach startowała oddzielnie. Od 1990 reprezentowana w obu izbach rumuńskiego parlamentu, wprowadzając z własnych list każdorazowo reprezentację do Izby Deputowanych i Senatu. Do 1996 ugrupowanie pozostawało w opozycji. Przez kolejne cztery lata wchodziło w skład centroprawicowej koalicji. Od 2000 do 2004 wspierało gabinet socjaldemokratów. Następnie uczestniczyło w tworzeniu różnych rządów, którymi kierowali Călin Popescu-Tăriceanu (2004–2008), Emil Boc (2009–2012), Mihai Răzvan Ungureanu (2012), Victor Ponta (2014), Florin Cîțu (2020–2021), Nicolae Ciucă (2021–2023), Marcel Ciolacu (2024–2025) oraz Ilie Bolojan (od 2025).

## Przewodniczący
- 1989–1993: Géza Domokos
- 1993–2011: Béla Markó
- od 2011: Hunor Kelemen[2]

## Wyniki wyborów

### Wybory parlamentarne
| Rok wyborów | Izba Deputowanych | Izba Deputowanych | Izba Deputowanych | Senat        | Senat | Senat   | Źródła            |
| Rok wyborów | Głosy (tys.)      | %                 | Mandaty           | Głosy (tys.) | %     | Mandaty | Źródła            |
| ----------- | ----------------- | ----------------- | ----------------- | ------------ | ----- | ------- | ----------------- |
| 1990        | 992               | 7,2               | 29/395            | 1004         | 7,2   | 12/119  | [ 5 ] [ 6 ]       |
| 1992        | 811               | 7,5               | 27/341            | 831          | 7,6   | 12/143  | [ 5 ] [ 6 ]       |
| 1996        | 813               | 6,6               | 25/343            | 838          | 6,8   | 11/143  | [ 5 ] [ 6 ]       |
| 2000        | 737               | 6,8               | 27/345            | 751          | 6,9   | 12/140  | [ 5 ] [ 6 ]       |
| 2004        | 628               | 6,2               | 22/332            | 637          | 6,1   | 10/137  | [ 6 ] [ 7 ] [ 8 ] |
| 2008        | 425               | 6,2               | 22/334            | 440          | 6,4   | 9/137   | [ 6 ] [ 9 ]       |
| 2012        | 381               | 5,1               | 18/412            | 389          | 5,2   | 9/176   | [ 6 ] [ 10 ]      |
| 2016        | 436               | 6,2               | 21/329            | 440          | 6,2   | 9/134   | [ 11 ] [ a ]      |
| 2020        | 339               | 5,7               | 21/330            | 348          | 5,9   | 9/136   | [ 12 ] [ 13 ]     |
| 2024        | 585               | 6,3               | 22/331            | 591          | 6,4   | 10/136  | [ 14 ] [ 15 ]     |

### Wybory prezydenckie
| Rok wyborów | Kandydat       | Głosy (tys.) | %    | Miejsce | Źródła        |
| ----------- | -------------- | ------------ | ---- | ------- | ------------- |
| 1996        | György Frunda  | 761          | 6,0  | 4.      | [ 16 ] [ 17 ] |
| 2000        | György Frunda  | 697          | 6,2  | 5.      | [ 16 ]        |
| 2004        | Béla Markó     | 533          | 5,1  | 4.      | [ 16 ] [ 17 ] |
| 2009        | Hunor Kelemen  | 373          | 3,8  | 5.      | [ 18 ]        |
| 2014        | Hunor Kelemen  | 330          | 3,5  | 8.      | [ 19 ]        |
| 2019        | Hunor Kelemen  | 357          | 3,9  | 6.      | [ 20 ]        |
| 2024        | Hunor Kelemen  | 416          | 4,5  | 7.      | [ 21 ]        |
| 2025        | Crin Antonescu | 1893         | 20,1 | 3.      | [ 24 ]        |

### Wybory do Parlamentu Europejskiego
| Rok wyborów | Głosy (tys.) | %   | Mandaty | Miejsce | Źródła              |
| ----------- | ------------ | --- | ------- | ------- | ------------------- |
| 2007        | 283          | 5,5 | 2/35    | 5.      | [ 25 ]              |
| 2009        | 432          | 8,9 | 3/33    | 4.      | [ 25 ] [ 26 ]       |
| 2014        | 351          | 6,3 | 2/32    | 5.      | [ 25 ] [ 27 ]       |
| 2019        | 477          | 5,3 | 2/33    | 6.      | [ 28 ] [ 29 ] [ b ] |
| 2024        | 579          | 6,5 | 2/33    | 4.      | [ 30 ] [ 31 ]       |